# Ceuthomadarus
Ceuthomadarus is een geslacht van vlinders van de familie Lecithoceridae.

## Soorten
- C. atlantis Gozmany, 1978
- C. chthoniopa (Meyrick, 1936)
- C. funebrella (Chrétien, 1922)
- C. rungsi (Lucas, 1937)
- C. tenebrionellus Mann, 1864
- C. uniformella (Rebel, 1901)
- C. viduellus Rebel, 1903